# إعلام قطر
يُشير تعبير إعلام قطر إلى كلّ وسائل الإعلام التابعة -أو الناشطة- في دولة قطر من تلفزيون، أنظمة راديو، سينما، صحف، مجلات ثمّ باقي وسائل الإعلام على شبكة الإنترنت. جعلت قطر من نفسها دولة إقليمية رائدة في مجال وسائل الإعلام اعتبارًا من عام 1996 تاريخ تأسيس قناة الجزيرة شبكة الأخبار العربية والعالمية. حسب بعض التقارير فقد ارتفعت مكانة قطر الدولية بسببِ وسائل الإعلام التي تتوفر عليها في شتّى المجالات.
على الرغم من أنّ الجزيرة تُعتبر واحدة من أكثر وسائل الإعلام انفتاحًا في منطقة الشرق الأوسط وشمال أفريقيا حيث تعتمد على مبدأ الرأي والرأي الآخر  إلا أن السلطات القطرية قد فرضت قيودًا صارمة على حرية الإعلام المحلية بما في ذلك الرقابة على خدمات الإنترنت وتجريم انتقاد العائلة الحاكمة في وسائل الإعلام.

## وسائل الإعلام المطبوعة

### الصحف
في الوقت الحالي يتمّ تداول سبع صحف في قطر؛ أربعة تُنشر باللغة العربية وثلاثة باللغة الإنجليزية. أول صحيفة أسبوعية ظهرت في «الدولة» القطرية كانت أخبار الخليج؛ حيث برزت عام 1969. أمّا أول صحيفة ظهرت بعد الاستقلال فهي العرب وذلك عام 1972. تُعدّ الخليج تايمز أول صحيفة إنجليزية في قطر وذلك حتى وصول بينينسولا في عام 1996.
وفقا لإحصاءات عام 2004؛ فإنّ الوطن هي أشهر صحيفة في قطر حيث تم تداولها على نطاق واسع مع معدل بيع بلغَ 18000 نسخة يوميًا. جاءت صحيفة الشرق والخليج تايمز مناصفة في المرتبة الثانية وذلك بنسبة تداول بلغت 15000 نسخة. وَحسب إحصائيات عام 2008 فإنّ إجمالي معدل التداول اليومي للصحف في قطر يبلغ 100.000 نسخة. في هذا التقرير أصبحت الراية أشهر الصحف في قطر حيث كانت تبيعُ 18.000 نسخة بشكل يومي فيما حلّت الشرق والوطن في المركز الثاني بنسبة تداول بلغت 15.000 نسخة.

### المجلات
بحلول عام 2009؛ كانت هناك تسعة مجلات في قطر. أول مجلة أسبوعية صدرت في الدولة القطرية هي العروبة وقد بدأت مطلع عام 1970. هناك بعض المجلات التي تُنشر باللغة الإنجليزية في البلاد مثل مجلة المجتمع التي تُنشر من قبل جريدة الخليج تايمز، ثم هناك مجلة قطر اليوم الناطقة باللغتين العربية والإنجليزية على حدّ سواء.

### النشر
عملت قطر على إنشاء موطئ قدم لها في سوق المنشورات من خِلال تأسيس مؤسسة قطر بلومزبري للنشر في عام 2008. توقفت مؤسسة قطر عن شراكتها مع دار بلومزبري للنشر بحلول عام 2015 ثم قامت بإنشاء دار نشر خاصة بها تحت اسم حمد بن خليفة للصحافة.

## راديو

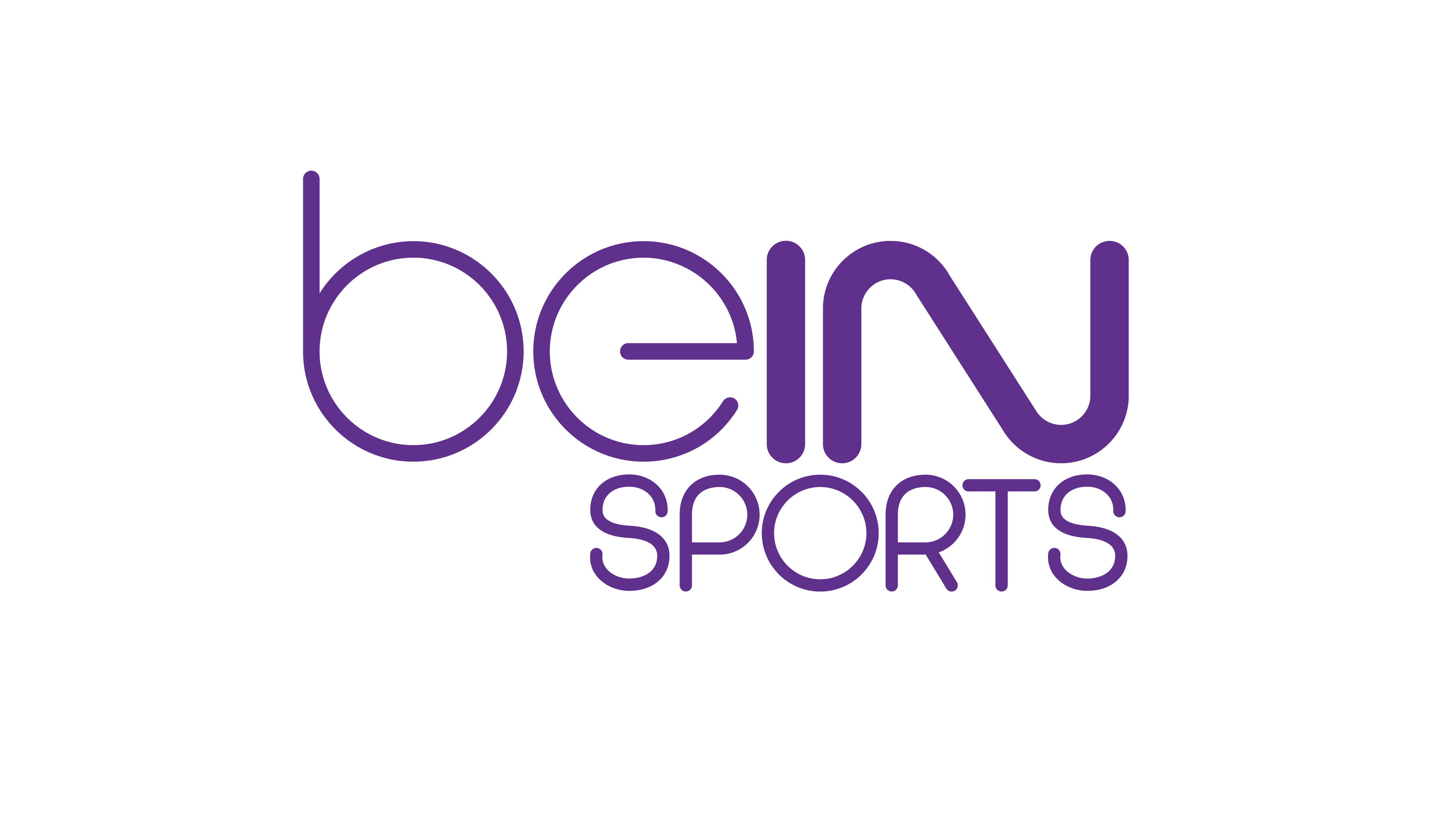
شعار شبكة بي إن سبورتس

تُعدّ جميع البرامج الإذاعية في قطر مملوكة للدولة. بدأَ البث الإذاعي في البلاد يوم 25 حزيران/يونيو 1968 وذلكَ على إذاعة قطر، أمّا البثُ الإنجليزي فقد بدأَ في كانون الأول/ديسمبر من عام 1971 حيثُ ظهرَ أولا على إذاعة قطر لمدة ساعة تقريبا وذلك بشكل يومي ثم توسع في كانون الأول/ديسمبر 1971 وذلك في محاولة لاستيعاب زيادة عدد غير الناطقين بالعربية في مجتمع المغتربين. تذيعُ إذاعة قطر بأربع لغات وهي الإنجليزية، العربية، الفرنسية والأوردو.

## التلفزيون

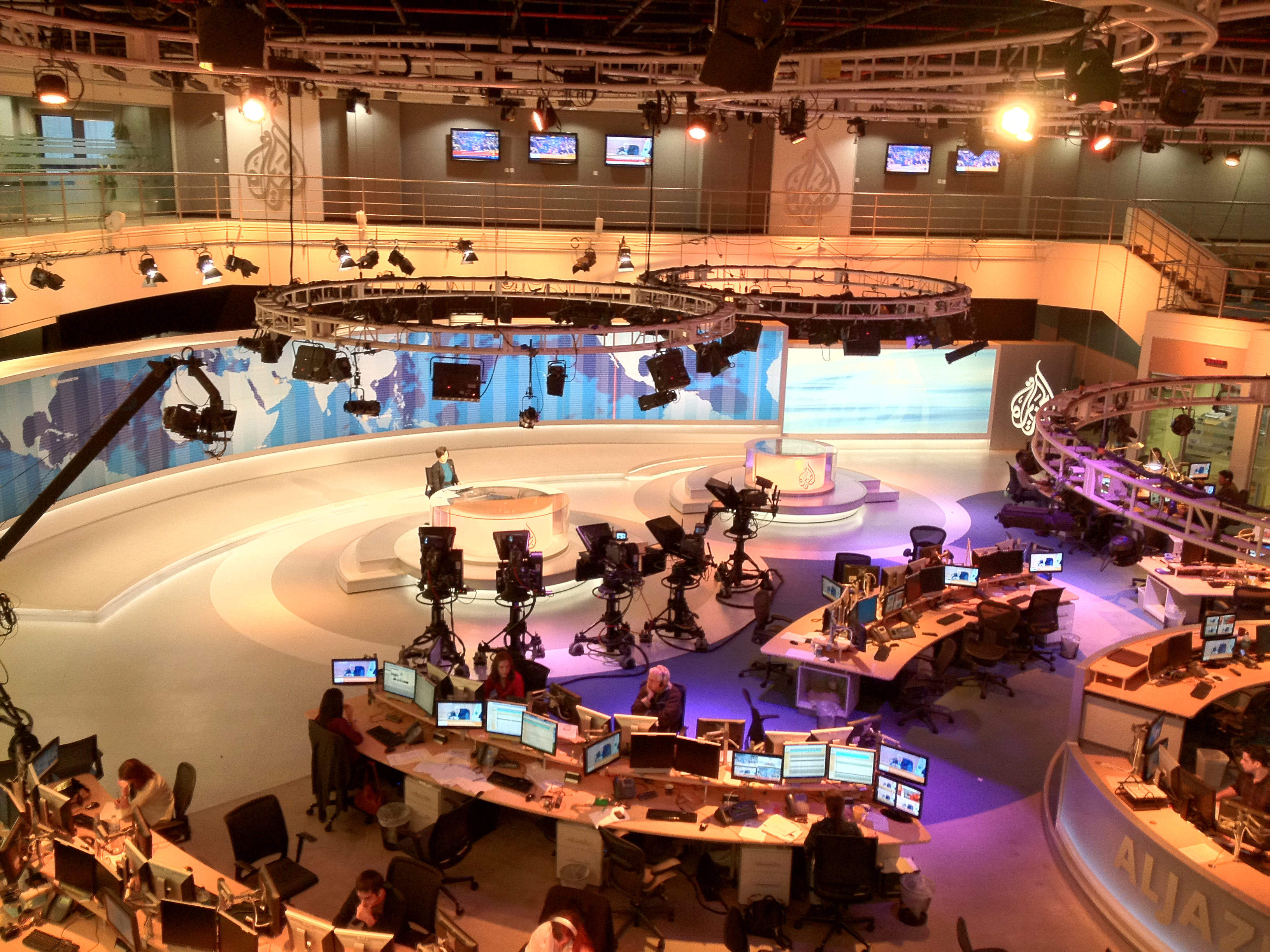
مقر أخبار قناة الجزيرة الإنجليزية

يعتبرُ تلفزيون قطر أول محطة تلفزية في الدولة حيث بدأت هذه القناة البث وإذاعة البرامج في عام 1970 وتوسعت بحلول عام 1974. حتّى عام 1993؛ كانت جودة البث رديئة نوعًا ما لكن قطر عملت على إدخال الكيبل وبدأت في بث بعض القنوات الفضائية. على الرغم من توسيع نطاق عروض التلفزيون؛ فتلفزيون قطر لا يزال يتمتع بشعبية بين السكان المحليين. تعدّ وكالة الأنباء القطرية أول شبكة إخبارية داخل الدولة حيث بدأت في البث عام 1975. بحلول أيار/مايو 1977؛ تأسّست مؤسسة قطر للإذاعة والتلفزيون. في الوقت الحالي تُعتبر الجزيرة أكبر شبكة تلفزيون في قطر وفي العالم العربي. تأسّست القناة في عام 1996. بدأت في البداية بوصفها قناة إخبارية عربية تهتم بالشؤون الجارية لكنها توسعت في وقت لاحق وباتت شبكة عملاقة تضمّ عددًا من قنوات التلفزيون بلغات متعددة. يمكن الوصول للجزيرة في العديد من مناطق العالم وهي مملوكة بشكل كامل للحكومة.
ظهرت في عام 2012 بي إن سبورتس وهي شبكة عالمية تضمّ عشرات القنوات الرياضية. تُعد هذه الشبكة إحدى أبرز الشركات التابعة لشبكة الجزيرة الإعلامية. وسّعت بين إن من نفسها حيث أنشئت ثلاث قنوات في فرنسا وهي بي إن سبورت 1، بي إن سبورت 2 ثم بي إن سبورت ماكس. أطلقت الشبكة في آب/أغسطس 2012 قناتين أخرايتين في في الولايات المتحدة. خلال كأس آسيا 2011 حقّقت قنوات الكأس الرياضية رقما قياسيا عالميا عندما نشرت 51 كاميرة مختلفة من أجل بث مباراة واحدة.

## السينما
دخلت قطر مجال صناعة السينما في عام 2009. منذ ذلك الحين وهي تقوم بجهود عديدة لتطوير صناعة «السينما المستدامة» في البلد وفي المنطقة،  من خلال تنظيم مهرجان الدوحة ترايبيكا السينمائي في الفترة الممتدة من 2009 حتّى 2012 ثم عقد شراكة مع مهرجان تريبيكا السينمائي في الولايات المتحدة. بحلول عام 2010؛ أنتجَ خليفة المريخي أوّل فيلم طويل وكامل حملَ عنوان في اتجاه عقارب الساعة.
أُطلقت مؤسسة الدوحة للأفلام في عام 2010 بهدف تطوير صناعة السينما مع عقد اتفاقيات وصلات قوية مع مجتمع السينما العالمي. شاركت هذه المؤسسة في عديدِ الإنتاجات المٌشتركة على غرار داي أوف ذا فالكون وفيلم الأصولية المترددة من إخراج ميرا ناير والذي تم عرضه في حفلِ افتتاح مهرجان البندقية السينمائي الدولي في نسخته التاسعة والستين. شاركت المؤسّسة كذلك رفقة كانييه ويست في إخراج وإِنتاج فيلم صيف قاسٍ الذي عُرضَ في مهرجان كان السينمائي (نسخة 2012).

## الإنترنت
باتت خدمات الإنترنت متاحة في دولة قطر اعتبارًا من عام 1997. كشفت الإحصاءات الصادرة عن الاتحاد الدولي للاتصالات أنه اعتبارا من عام 2012؛ فإنّ 88% من سكان الدولة يتوفرون على صبيب إنترنت وبإمكانهم الولوج لكلّ المواقع. زادَ استخدام الإنترنت بشكل كبير منذ عام 2000؛ حينَها لم يكن يستعمل النت سوى 5% من كلّ المجتمع؛ بل كانَ حٍكرًا على كبريات الصحف والمواقع على الإنترنت. أُطلقَ موقع الجزيرة الإنجليزية في عام 2003 وذلك معَ بداية الحرب على العراق. تعرّض الموقع لعديد الهجمات الإلكترونية منذ تأسيسه. قامت الجزيرة بتوسيع نطاق شهرتها من خلال النت حيث أسست صفحة إيه جي بلاس على موقع فيسبوك وقد جمعت الصفحة أزيد من 10 ملايين مُعجب في وقت قصير وذلك اعتبارًا من نيسان/أبريل 2018. يُشار إلى أنه في عام 2007؛ كانت قطر ثاني أكثر الدول تقدمًا في مجال الاتصالات في المنطقة العربية. لقد ارتفعَ معدّل انتشار الإنترنت في قطر من 6% في عام 2001 إلى 37% في عام 2007 ثم إلى 86% في عام 2011. من 2013 حتى 2016؛ زادَ انتشار الإنترنت في قطر بنسبة 12% ليصلً اليوم حدّ 93%.
في ما يخص البنية التحتية للاتصالات في قطر؛ فهي الأولى في كل الدول الشرق أوسطية حسبَ إحصائيات المنتدى الاقتصادي العالمي لمؤشر جاهزية الشبكة وهو مؤشر يُعتمدُ عليه في تحديد مستوى التنمية في البلد. تحتلّ قطر المرتبة 23 عالميًا ولا زالت تحتفظُ بنفس المركز منذ عام 2013.

## الرقابة على الإعلام
قبل عام 1995؛ كانت هناك قيود شديدة في ما يخص التصرف في المعلومات التي ينشرها الصحفيين في تقاريرهم. رفعَ حمد بن خليفة آل ثاني الرقابة رسميًا على وسائل الإعلام المحلية وذلك في تموز/يوليو من عام 1995. رُفعت المزيد منَ القيود في عام 1996 عندما ألغيت وزارة الإعلام والرقابة وتمّ استبدالها في وقت لاحق بوزارة الإعلام مع مساعدة من مؤسسة مملوكة للحكومة. لكن وبالرغم من ذلك فقد ظل قانون المطبوعات لعام 1979 والذي يفرض العديد من القيود على حرية الصحافة ساريَ المفعول على الرغم من الإصلاحات الأخرى التي قامَ بها الشيخ حمد. تنصّ المادة 46 من قانون الصحافة على عدم أحقية انتقاد الأمير حيث تقول وبصراحة «لا يجوز انتقاد أمير دولة قطر من خلال أي بيان يمكن أن يعزى إليه إلا بموجب إذن كتابي من مدير مكتبه.» ونتيجة لذلك؛ فإنّ الصحفيين يُمارسون الرقابة الذاتية خاصة في ما يخص الأسرة الحاكمة. هناك رقابة من نوع آخر وهي الرقابة التي تُفرضُ حول إهانة الإسلام. تُراقب الحكومة خدمة الإنترنت حيثُ تشدد الرقابة حول المواد الإباحية وغيرها من المواد التي تعتبر غير ملائمة.
بحلول عام 2014؛ سنّت الحكومة القطرية قانونًا من أجل محاربة ومكافحة جرائم الإنترنت. أتى هذا القانون بالعديد من البنود بما في ذلك معاقبة كل من يخالف القيم الاجتماعية من خلال نشر معلومات تتعلق بالأسرة الحاكِمة حتى ولو كانت دقيقة. حينها سيتمّ إدانة الجاني ويمكن أن يواجه عقوبة قد تصل إلى سنة كاملة في السجن هذا فضلا عن غرامة مالية قدرها 100,000 ريال قطري. ينص القانون كذلكَ على أن أي شخص تثبت إدانته بنشر أخبار كاذبة من شأنها أن تشكل خطرا على سلامة الدولة قد يواجه كحد أقصى سنة واحدة في السجن معَ غرامة تُقدر بـ 250,000 ريال قطري في حين سيواجه أي شخص تثبت إدانته بنشر أخبار كاذبة بهدف زعزعة الأمن الوطني ما يصل إلى ثلاث سنوات في السجن وغرامة قدرها 500,000 ريال قطري. ذكرَ مركز الخليج لحقوق الإنسان أن القانون يشكل تهديدا لحرية التعبير ودعى إلى إلغاء بعض مواده.

### المبادرات الرامية إلى تخفيف الرقابة على وسائل الإعلام
في عام 2008؛ كانت قطر الدولة الوحيدة التي امتنعت عن التوقيع على ميثاق القنوات الفضائية العربية وهو مقترح يهدف إلى تنظيم ومراقبة المحطات الفضائية. حسبَ وكالة فرانس برس فإنّ قطر قد امتنعت عن التوقيع على الميثاق لأسباب قانونية.
تم تأسيس مركز الدوحة لحرية الإعلام في كانون الأول/ديسمبر 2007 وذلكَ بهدف تعزيز حرية الإعلام في جميع أنحاء المنطقة. تمّ تعيين روبرت مينار مؤسس منظمة مراسلون بلا حدود في منصب المدير العام للمنظمة وذلك في نيسان/أبريل 2008. استقال روبرت من منصبه في تموز/يوليو 2009 وذلك بعدَ خلاف مع السلطات القطرية التي اتهمته بتقييد حرية التعبير داخلَ المركز.